# Уилер, Эллен
Эллен Уилер (англ. Ellen Wheeler; род. 9 октября 1961, Голливуд, Калифорния) — американская актриса, режиссёр и продюсер мыльных опер. Как актриса, Уилер, в восьмидесятых получила известность благодаря ролям в дневных мыльных операх «Другой мир» и «Все мои дети», которые принесли ей две Дневные премии «Эмми». В 1991 году она снялась в прайм-тайм мыльной опере «Мрачные тени» и с конца девяностых начала работать как режиссёр и продюсер мыльных опер. С 2002 по 2009 год она была главным продюсером, а также режиссёром мыльной оперы «Направляющий свет», работа над которой принесла ей ещё одну «Эмми», а также несколько номинаций за режиссуру. С 1999 по 2010 год она также была режиссёром мыльной оперы «Как вращается мир».

## Мыльные оперы
- 1987—1989, 2000, 2001 — Все мои дети / All My Children
- 1984—1986, 1998—1999 — Другой мир / Another World
- 1991 — Мрачные тени / Dark Shadows
- 1995 — Дерзкие и красивые / The Bold and the Beautiful